# Geotrygon linearis
Geotrygon linearis là một loài chim trong họ Columbidae.